# Список громадян України — професорів іноземних університетів
Список громадян України — професорів іноземних університетів об'єднує професорів іноземних університетів, які були або є громадянами України (від 1991 р.). До списку включені лише ординарні професори, але не почесні чи запрошені професори. Якщо людина перебувала на посаді у декількох іноземних університетах, то вказується лише останній.
| Ім'я українською                 | Ім'я іноземною мовою | Наука                    | Університет                                 | Країна          | Посилання |
| -------------------------------- | -------------------- | ------------------------ | ------------------------------------------- | --------------- | --------- |
| Адамчук В'ячеслав                | Adamchuk Viacheslav  | агрономія                | Університет Макгілла                        | Канада          |           |
| Архангельська Алла               | Arkhanhelska Alla    | славістика               | Університет Палацького                      | Чехія           |           |
| Вязовська Марина Сергіївна       | Viazovska Maryna     | математика               | Федеральна політехнічна школа Лозанни       | Швейцарія       |           |
| Гогоці Юрій Георгійович          | Gogotsi Yury         | хімія                    | Дрексельський університет                   | США             |           |
| Горб Станіслав Миколайович       | Gorb Stanislav       | зоологія                 | Кільський університет                       | Німеччина       |           |
| Даниленко Андрій Іванович        | Danylenko Andrii     | філологія                | Університет Пейс                            | США             |           |
| Дрінфельд Володимир Гершонович   | Drinfeld Vladimir    | математика               | Чиказький університет                       | США             |           |
| Дубасевич Роман                  | Dubasevych Roman     | українська культурологія | Грайфсвальдський університет                | Німеччина       |           |
| Єкельчик Сергій Олександрович    | Yekelchyk Serhy      | історія                  | Університет Вікторії                        | Канада          |           |
| Заярнюк Андрій                   | Zayarnyuk Andriy     | історія                  | Вінніпезький університет                    | Канада          |           |
| Кознарський Тарас                | Koznarsky Taras      | літературознавство       | Торонтський університет                     | Канада          |           |
| Коваленко Максим Вікторович      | Kovalenko Maksym     | хімія                    | Федеральна вища технічна школа Цюриха       | Швейцарія       |           |
| Корженевич Артем Борисович       | Korzhenevych Artem   | економіка                | Дрезденський технічний університет          | Німеччина       |           |
| Космеда Тетяна Анатоліївна       | Kosmeda Tetyana      | україністика             | Університет імені Адама Міцкевича у Познані | Польща          |           |
| Кравченко Володимир Васильович   | Kravchenko Volodymyr | історія                  | Альбертський університет                    | Канада          |           |
| Лаврентович Олег Дмитрович       | Lavrentovich Oleg D. | фізика                   | Кентський державний університет             | США             |           |
| Лішко Поліна Валеріївна          | Lishko Polina        | клітинна біологія        | Університет Каліфорнії (Берклі)             | США             |           |
| Лузінов Ігор Аркадійович         | Luzinov Igor         | хімія                    | Клемсонський університет                    | США             |           |
| Пахльовська Оксана Єжи-Янівна    | Pachlovska Oxana     | літературознавство       | Римський університет ла Сап'єнца            | Італія          |           |
| Перепічка Дмитро Федорович       | Perepichka Dima      | хімія                    | Університет Макгілла                        | Канада          |           |
| Піоро Ігор Леонардович           | Pioro Igor           | ядерна енергетика        | Інститут технології університету Онтаріо    | Канада          |           |
| Плохій Сергій Миколайович        | Plokhii Serhii       | історія                  | Гарвардський університет                    | США             |           |
| Погребна Ганна                   | Pogrebna Ganna       | поведінкова наука        | Бірмінгемський університет                  | Велика Британія |           |
| Поліщук Ярослав Олексійович      | Poliszczuk Jarosław  | українська література    | Університет імені Адама Міцкевича у Познані | Польща          |           |
| Портнов Андрій Володимирович     | Portnov Andrii       | історія                  | Університет Віадріна                        | Німеччина       |           |
| Родніна Марина Володимирівна     | Rodnina Marina       | біохімія                 | Університет Віттен/Гердеке                  | Німеччина       |           |
| Скороход Анатолій Володимирович  | Anatoli Skorokhod    | математика               | Університет штату Мічиган                   | США             |           |
| Ткач Василь Володимирович        | Vasyl Tkach          | зоологія, паразитологія  | Університет Північної Дакоти                | США             |           |
| Цукрук Володимир Васильович      | Tsukruk Vladimir     | матеріалознавство        | Технологічний інститут Джорджії             | США             |           |
| Чернецький Віталій Олександрович | Chernetsky Vitaly    | політологія              | Університет Канзасу                         | США             |           |
| Шевель Оксана                    | Shevel Oxana         | політологія              | Університет Тафтса                          | США             |           |